# Maomé Anácer
Maomé Anácer Lidim Alá ibne Almançor (em árabe: محمد النَاصِر لدين الله بن المنصور; romaniz.: Muḥammad an-Nāṣir li-dīn Allāh ibn al-Manṣūr), mais conhecido apenas sob o nome de Maomé Anácer (محمد النَاصِر) e Miramolim (em castelhano: Miramamolín; do árabe أمير المؤمنين, Amīr al-Mu'minīn)[a] na historiografia espanhola (m. 1213), foi um califa do Califado Almóada que reinou de janeiro de 1199 até 25 de dezembro de 1213. Em seu tempo, combateu a crescente ameaça dos Banu Gania na Ifríquia e fez grande expedição contra os reinos cristãos do Alandalus que terminou na desastrosa Batalha de Navas de Tolosa de 16 de julho de 1212. Sua derrota em Navas de Tolosa marcou o início do declínio do Califado Almóada, pois contribuiu ao despovoamento do Magrebe e pôs dúvidas quanto à eficância da dinastia reinante e de sua vertente islâmica. Seus sucessores, a começar por seu sucessor Abu Iacube Iúçufe II (r. 1213–1223/24), foram incapazes de lidar com a crescente ameaça de grupos berberes insurgentes, como os Benamerim.

## Biografia

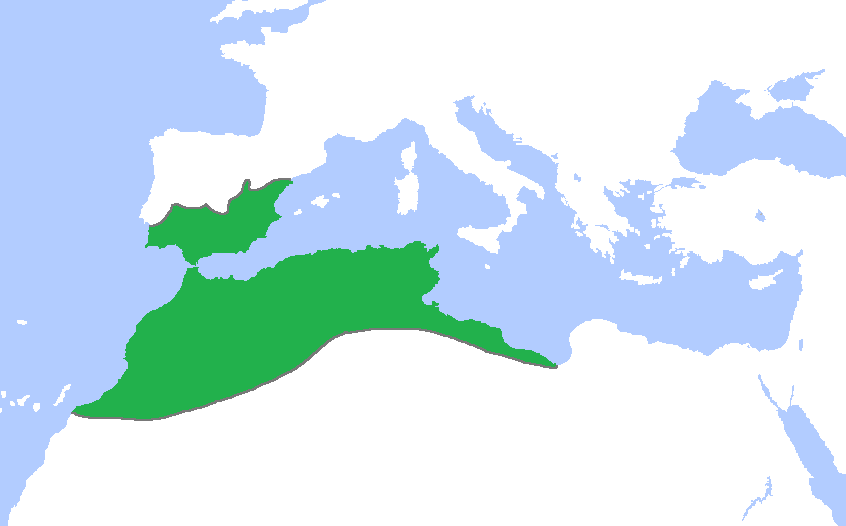
Califado Almóada ca. 1200

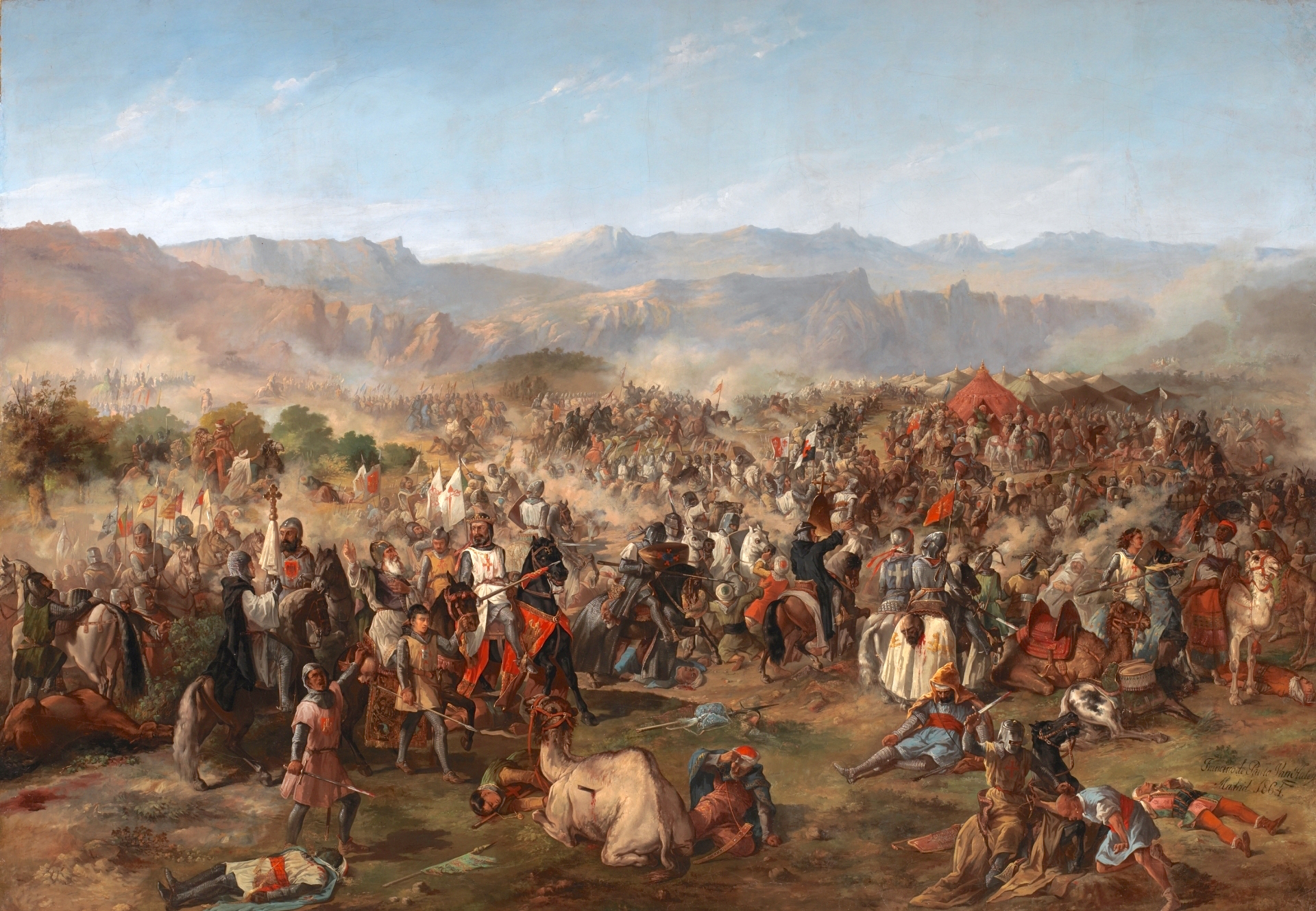
Batalha de Navas de Tolosa, segundo pintura a óleo de Francesc de Paula, 1864

Anácer era filho do califa Almançor (r. 1184–1199). Foi proclamado califa com a morte de Almançor em 25 de janeiro de 1199. Sua ascensão ocorreu sem problemas, mas herdou problemas do tempo de seu pai: apesar da paz e prosperidade sentidos no Marrocos, no Alandalus a relação de forças entre os domínios muçulmanos e os reinos cristãos não se modificou e na Ifríquia Iáia ibne Ixaque dos Banu Gania tornou-se senhor absoluto dessa região ao submeter o governador de Túnis e se expandia cada vez pais para oeste, instalando governadores e fazendo com que se recitasse as preces em nome do califa abássida. Anácer priorizou a Ifríquia, enviando contingentes na tentativa de conter Iáia, mas foi incapaz de conduzir expedição maciça, pois uma revolta irrompe simultaneamente no Sus e entre os jazulas e foi chefiada por Abu Cássaba, que dizia ser o esperado catani e lutou contra os almóadas do Marrocos pelo madismo. Grande campanha foi realizada para debelar a revolta, sobretudo utilizando contingentes oguzes do exército. Segundo o cronista ibne Idari, ao vencer, o califa censurou as populações da região por deixaram o movimento rebelde adquirir tal dimensão, em especial no território que foi berço do movimento almóada.
Após vencer Abu Cássaba, ficou bastante tempo em Fez, onde reconstruiu parte da muralha da alcáçova.[b] Para O. Saidi, a revolta indica que os almóadas do fim do século XII divergiam dos "cavaleiros" da fé e reforma unitarista do início do movimento e a apatia e cansaço presente em suas fileiras constituíam sua maior ameaça. Para Saidi, tais problemas se manifestaram de forma mais nítida quando Anácer reuniu seus conselheiros para decidir o que fazer com Iáia ibne Ixaque e apenas um, Abu Maomé Abde Alualide, opôs-se à ideia de se fazer a paz. Anácer optou pela guerra e em dezembro de 1203, saindo de Argel, enviou frota contra Maiorca nas ilhas Baleares, para capturá-la dos Banu Gania. Ao capturarem-na, os almóadas privaram-os de sua base naval – e sobretudo comercial –, a partir da qual mantinham boas relações com o Aragão, Gênova e Pisa. Ao mesmo tempo, contudo, os Banu Gania consolidaram-se na Ifríquia ao conquistarem, em 15 de dezembro, Túnis.
Anácer então marchou à Ifríquia, e à sua aproximação, Iáia ibne Ixaque foge ao interior – após deixar família e tesouros em segurança em Mádia –, e chega à cidade de Gafsa. Ao desembarcarem, os almóadas tomaram Túnis e houve grande massacre. Em seguida, as forças califais se dividiram em duas, um grupo liderado pelo próprio califa que marchou contra Mádia, e outro sob Abu Maomé que se prestou a perseguir Iáia. Mádia foi tomada após longo cerco em 09 de janeiro de 1206 e o governador Ali ibne Gazi, sobrinho de Iáia, se rendeu e se juntou aos almóadas em 11 de janeiro. Retornando a Túnis, onde ficou por um ano, Anácer decidiu-se à reorganização da província e confiou a reconquista e pacificação do país a seu irmão Abu Ixaque; submeteu os matematas e nafusas e perseguiu Iáia – que à época foi derrotado e despojado de suas riquezas por Abu Maomé –, mas não logrou capturá-lo. Anácer nomeou Abu Maomé como governador da Ifríquia, posição que aceitou apenas sob insistência do califa e sob condições que praticamente lhe dão poderes de vice-rei.

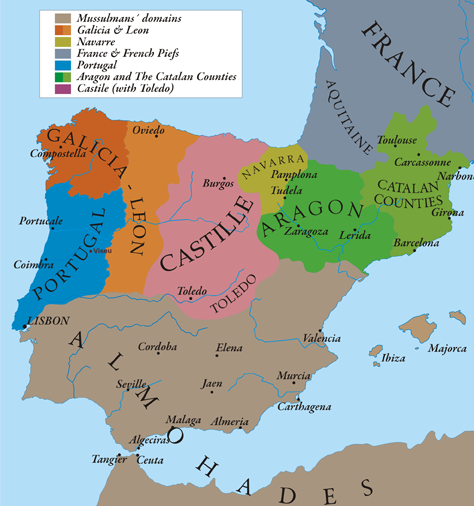
Califado Almóada e reis cristãos do Alandalus em 1210

Em maio de 1207, Anácer retornou ao Marrocos. No caminho, Iáia, que reapareceu com apoio dos árabes Ria, solaimitas e Dauauida, tentou interceptá-lo, mas foi vencido na planície do rio Chelife e fugiu pela orla do deserto à Ifríquia. Em 1211, Anácer fez expedição ao Alandalus. Logo que cruzou o estreito de Gibraltar, pela carência de solidez e unidade nas fileiras almóadas, conduziu expurgo de parte de seu contingente. Em seguida, marcha à Sevilha, onde chega na primavera. Em junho, começou a mobilizar seus homens para uma campanha contra a fortaleza de Salvatierra, que foi capturada dos castelhanos em meados de setembro. Cartas exortando sua vitória foram escritas e enviadas para todos os cantos do império nas quais afirmou "Deus substituiu o sino com o chamado para orar e a igreja se tornou mesquita novamente".
Após invernar em Sevilha, enviou ordens ao Magrebe à execução dos governadores de Fez e Mequinez que foram julgados culpados por impropriedades financeiras e mobilizou-se novamente para fazer campanha contra os cristãos. Essa nova campanha terminou na funesta Batalha de Navas de Tolosa de 16 de julho de 1212 que opôs almóadas e uma coalizão cristã composta por contingentes cristãos de todos os grandes reinos da Hispânia e cruzados. Essa vitória foi tida pelos cronistas árabes como ponto de virada da sorte almóada e teve impacto psicológico, pois afetou a reputação dos almóadas, e demográfico, pois contribuiu com o despovoamento do noroeste do Magrebe que coincidiu com o surgimento dos Benamerim que substituiriam os almóadas no Magrebe Ocidental décadas depois.
Após o episódio, Anácer retornou ao Marrocos e obrigou que seus súditos a jurassem lealdade a seu filho Iúçufe antes de se confinar no palácio. Morreu em Rabat em 25 de dezembro de 1213, ou, segundo alguns cronistas, foi violentamente morto no mesmo dia em Marraquexe numa conspiração de vizires. Seu reinado marcou o começo do declínio dos almóadas e ele deixou virtualmente nada de memória duradoura, e nenhuma inscrição em seu nome foi gravada em Marraquexe, onde, na noite de 2-3 de setembro de 1210, o Kaisarīa foi devastado por um incêndio.